# La Cellera de Ter
La Cellera de Ter est une commune espagnole de la comarque de Selva dans la province de Gérone en Catalogne.